# Црква Светог пророка Илије у Крњићима
Црква Светог пророка Илије једнобродна је грађевина у селу Крњићи, Сребреница, Република Српска. Припада епархији зворничко-тузланској, а посвећена је Светом Илији.
Градња првобитне цркве започета је 1760. године, а градња данашње цркве 1913. године. Нова црква грађена је од камена старе цркве, покривена је лимом и има звоник са једним звоном. Након завршетка изградње 1921. године, Митрополит зворничко-тузлански Иларион Радоњић осветио је храм.
Према предању, на месту данашње цркве раније је постојала мала црква покривена шиндром, а изградили су је Срби када је Карађорђе протерао Турке из овог краја. Та црква је порушена 1913. године и на њеном месту саграђена је нова. Ова нова црква обнављана је током 1973. године, када је оштећена током невремена које је задесило овај крај. Следећа обнова уследила је 2008—2009. године.
У близини села постоји подручје познато под називом Ћелије, у оквиру којег се налазе локалитети Звечци, Зидице и Црквице, што указује на то да је у прошлости на последњем локалитету постојао манастир или црква. Такође, јужно од села постоји место Батва где се може видети камени праг који вероватно представља део улазних врата неког старијег храма.
Иконостас и иконе израдио је монах Наум Андрић из Раковице код Београда 1939. године.
Поред цркве смештен је светосавски дом изграђен у периоду 2008—2010. године. У порти цркве постоје и спомен обележје богослову Милану Блажићу који је погинуо пред крај Другог светског рата, као и спомен-плоча страдалима у Одбрамбено-отаџбинском рату 1992—1995. године.